# Esteban Moctezuma
Esteban Moctezuma Barragán, född den 21 oktober 1954, är en mexikansk diplomat och politiker som har fungerat som landets ambassadör till USA sedan 2021. 

## Bakgrund och privatliv
Moctezuma föddes år 1959. Hans föräldrar är María Teresa Barragán Álvarez och Pedro Moctezuma Díaz Infante. Han far designade Mexikos nuvarande riksvapen tillsammans med Francisco Eppens. Moctezuma är en direkt ättling av aztekernas härskare Moctezuma II.
Moctezuma började sin diplomatiska karriär år 1977 i Mexikos utrikesministerium. Mellan 2001 och 2018 var han ordförande för stiftelsen Fundación Azteca. Ytterligare har han varit en kolumnist för flera mexikanska tidningar och skrivit ett par böcker.

## Politisk karriär
Tidigare har han också varit medlem i institutionella revolutionära partiet för 25 år.
År 1994 blev Moctezuma landets inrikesminister. Som inrikesminister var Moctezuma med i att förstärka högsta domstolens autonomi genom ny lagstiftning. Mellan 1998 och 1999 fungerade han som Mexikos sociala utvecklingsminister. År 2018 nominerades Moctezuma till Mexikos undervisningsminister av president Andrés Manuel López Obrador. Moctezuma var emot många reformer som hade gjorts under Enrique Peña Nietos mandatperiod, t.ex. neutral skoluniform och gratis geografitextböcker. Under coronapandemin tog Moctezuma hand om distansundervisning i skolorna.
López Obrador nominerade Moctezuma till ambassadörs ämbete till USA i december 2020. Mexikos senat godkände nominering i januari 2021.

## Utmärkelser
Moctezuma är en hedersdoktor vid Chiapas universitet av naturvetenskap och konst.